# Angelo Fulgini
Angelo Fulgini (Abidjan, 20 agosto 1996) è un calciatore francese di origine italiana e ivoriana, centrocampista del Lens.

## Biografia
È nato in Costa d'Avorio da padre di origini italiane e madre della Nuova Caledonia.

## Carriera

### Club

#### Valenciennes
Il 16 gennaio 2015 esordisce con la maglia del Valenciennes nella trasferta di Ligue 2 a Nîmes. Nella prima stagione raccoglie 16 presenze, firmando poi il primo contratto da professionista della durata di tre anni. Il 31 luglio realizza il suo primo gol, decisivo per battere il Niort nella prima gara di campionato. Nel corso della stagione andrà a segno altre due volte, una contro il Paris FC e l'altra, in Coupe de la Ligue, contro il Clermont Foot.
Il 27 aprile 2017 contro l'Orléans realizza la tripletta più veloce della storia della Ligue 2, mettendo a segno tre marcature in appena cinque minuti. Termina la stagione a quota 6 reti, miglior rendimento personale.

#### Angers
Il 6 luglio 2017 è acquistato dall'Angers per 6 milioni di euro, con il quale firma un contratto quadriennale. Bagna il debutto con l'Angers andando a segno nella prima giornata di campionato contro il Bordeaux.

## Statistiche

### Presenze e reti nei club
Statistiche aggiornate al 8 dicembre 2024.
| Stagione            | Squadra             | Campionato          | Campionato | Campionato | Coppe nazionali | Coppe nazionali | Coppe nazionali | Coppe continentali | Coppe continentali | Coppe continentali | Altre coppe | Altre coppe | Altre coppe | Totale | Totale |
| Stagione            | Squadra             | Comp                | Pres       | Reti       | Comp            | Pres            | Reti            | Comp               | Pres               | Reti               | Comp        | Pres        | Reti        | Pres   | Reti   |
| ------------------- | ------------------- | ------------------- | ---------- | ---------- | --------------- | --------------- | --------------- | ------------------ | ------------------ | ------------------ | ----------- | ----------- | ----------- | ------ | ------ |
| 2014-2015           | Valenciennes        | L2                  | 16         | 0          | CF+CdL          | 1+0             | 0               | -                  | -                  | -                  | -           | -           | -           | 17     | 0      |
| 2015-2016           | Valenciennes        | L2                  | 29         | 2          | CF+CdL          | 1+1             | 0+1             | -                  | -                  | -                  | -           | -           | -           | 31     | 3      |
| 2016-2017           | Valenciennes        | L2                  | 35         | 6          | CF+CdL          | 0+1             | 0               | -                  | -                  | -                  | -           | -           | -           | 36     | 6      |
| Totale Valenciennes | Totale Valenciennes | Totale Valenciennes | 80         | 8          |                 | 4               | 1               |                    | -                  | -                  |             | -           | -           | 84     | 9      |
| 2017-2018           | Angers              | L1                  | 29         | 3          | CF+CdL          | 1+2             | 0+1             | -                  | -                  | -                  | -           | -           | -           | 32     | 4      |
| 2018-2019           | Angers              | L1                  | 31         | 4          | CF+CdL          | 1+1             | 0               | -                  | -                  | -                  | -           | -           | -           | 33     | 4      |
| 2019-2020           | Angers              | L1                  | 20         | 1          | CF+CdL          | 3+0             | 0               | -                  | -                  | -                  | -           | -           | -           | 23     | 1      |
| 2020-2021           | Angers              | L1                  | 33         | 7          | CF              | 3               | 3               | -                  | -                  | -                  | -           | -           | -           | 36     | 10     |
| 2021-2022           | Angers              | L1                  | 36         | 5          | CF              | 0               | 0               | -                  | -                  | -                  | -           | -           | -           | 36     | 5      |
| Totale Angers       | Totale Angers       | Totale Angers       | 149        | 20         |                 | 11              | 4               |                    | -                  | -                  |             | -           | -           | 160    | 24     |
| 2022-gen. 2023      | Magonza             | BL                  | 16         | 0          | CG              | 2               | 0               | -                  | -                  | -                  | -           | -           | -           | 18     | 0      |
| gen.-giu. 2023      | Lens                | L1                  | 17         | 1          | CF              | 2               | 1               | -                  | -                  | -                  | -           | -           | -           | 19     | 2      |
| 2023-2024           | Lens                | L1                  | 29         | 1          | CF              | 1               | 0               | UCL+UEL            | 6+2                | 2+0                | -           | -           | -           | 38     | 3      |
| 2024-2025           | Lens                | L1                  | 11         | 1          | CF              | 0               | 0               | UECL               | 1                  | 0                  | -           | -           | -           | 12     | 0      |
| Totale Lens         | Totale Lens         | Totale Lens         | 57         | 3          |                 | 3               | 1               |                    | 9                  | 2                  |             | -           | -           | 69     | 6      |
| Totale carriera     | Totale carriera     | Totale carriera     | 302        | 31         |                 | 20              | 6               |                    | 9                  | 2                  |             | -           | -           | 331    | 39     |